# Abrente-Esquerda Democrática Galega
Abrente-Esquerda Democrática Galega (en español 'Amanecer-Izquierda Democrática Gallega') es una agrupación política gallega creada en junio de 2012 como corriente interna del Bloque Nacionalista Galego (BNG), con una ideología nacionalista gallega y socialdemócrata.
Su secretario ejecutivo es Carlos Aymerich. Entre los integrantes de esta corriente se encuentran antiguos militantes del Colectivo Socialista, Inzar y Unidade Galega del BNG, como Ana Luisa Bouza, Xesús Veiga o Camilo Nogueira, así como figuras históricas del nacionalismo gallego como Suso Veiga o Ana Luisa Bouza, y los alcaldes del BNG de Bueu, Tomiño o Rianjo.
Abrente es generalmente considerado el sector más moderado del BNG, tanto en la cuestión nacional como en la social. En las elecciones europeas de 2014 apoyó la opción de una candidatura gallega conjunta con Anova y Compromiso por Galicia. Sin embargo, finalmente solo un 5,8% de los militantes del BNG apoyó la propuesta de la candidatura gallega, frente al 85,4% que votaron a favor de concurrir con EH Bildu y un 8,4% que votaron a favor de una coalición con ERC.